# Sébaco
Sébaco ist eine Gemeinde im Department Matagalpa im Nordwesten Nicaraguas.

## Lage
Sébaco liegt im Westen des Departments Matagalpa, circa 103 Kilometer entfernt von der Hauptstadt Managua.

## Verkehr
Sébaco liegt an einem Teilstück des Pan-American Highway. Außerdem führt die Schnellstraße 3 von Sébaco aus in den Osten des Landes.

## Geschichte
Sébaco wurde im Jahr 1538 gegründet. Der Name der Stadt stammt aus der Nahuatl-Sprache und bedeutet übersetzt „gewundene Frau“, ein Ausdruck für die Gottheit der Fruchtbarkeit und der Landwirtschaft. Sébaco profitiert seit seiner Gründung von seiner Lage zwischen den fruchtbaren und produktiven Teilen des Landes und den Handels- und Wirtschaftszentren im Südwesten Nicaraguas.

## Landwirtschaft
Sébaco ist ein Zentrum der Landwirtschaft und wichtigster Ort des Sébaco-Tals, das als die fruchtbarste Region des Landes gilt. So wird in Sébaco unter anderem der Großteil der Reisproduktion des Landes abgewickelt.

## Sport
Mit dem CD Sébaco verfügt die Stadt über eine Erstliga-Mannschaft im nicaraguanischen Fußball.